# Arai Hakuseki
Arai Hakuseki, född 24 mars 1657 i Edo, död 29 juni 1725, japansk filosof, poet, konfucian och politiker. Han var rådgivare till shogunen Tokugawa Ienobu. Hans riktiga namn var Kinmi (君美). Hakuseki (白石) var hans pseudonym. Hans far var samurajen Arai Masazumi (新井 正済).

## Biografi
Hakuseki föddes i Edo och visade redan i mycket tidig ålder tecken på att vara ett geni. Enligt en berättelse så kunde han som treåring kopiera en konfuciansk bok skriven på  Kanji, bokstav för bokstav. Eftersom han föddes samma år som den Stora branden i Meireki, för att han var hetlevrad och hans ögonbryn såg ut som tecknet för eld(火) fick han smeknamnet Hi no Ko (火の子) eller eldbarn. Han var tjänare hos Hotta Masatoshi, men efter att Masatoshi mördats av Inaba Masayasu, tvingades Hottaklanen att flytta från Sakura till Yamagata och sedan till  Fukushima på grund av minskade inkomster. Hakuseki slutade, blev en ronin och studerade för konfucianisten Kinoshita Jun'an. Han blev erbjuden en post i den största han-området, men han lät en annan samuraj få posten istället. 
År 1693 fick han en tjänst vid sidan om Manabe Akifusa som rådgivare i Tokugawashougunatet och för Tokugawa Ienobu. Han kom att ersätta de officiella Hayashi-rådgivarna, och blev den främste konfucianske rådgivaren hos Ienobu och Tokugawa Ietsugu. Vissa av Hakusekis förslag fortfarande genomfördes efter Ienobus död, men när den sjätte shogunen, Tokugawa Ietsugu, avled och Tokugawa Yoshimunes regeringstid inleddes så lämnade han sin post och inledde sin karriär som produktiv författare inom japansk historia och västerlandskunskap.
Han begravdes i Ho'onjitemplet i Asakusa (nuvarande Taito, Tokyo),  men flyttades senare till Kotokujitemplet Nakano, Tokyo.